# José Ignacio González Faus
José Ignacio González Faus (Valencia, 27 de diciembre de 1933-Barcelona, 6 de marzo de 2025) fue un jesuita, profesor y teólogo español.

## Vida y trayectoria
Licenciado en Filosofía (Barcelona, 1960), fue ordenado sacerdote el 28 de julio de 1963 y posteriormente se doctoró en Teología en la universidad austríaca de Innsbruck en 1968. Anteriormente cursó estudios en el Pontificio Instituto Bíblico de Roma (1965-66) y desde 1968 fue profesor de Teología Sistemática en la Facultat de Teologia de Catalunya (Barcelona). Además, desde 1980 ofreció regularmente clases en la Universidad Centroamericana (UCA) en San Salvador y ha viajó como profesor invitado a distintos países de América Latina (México, Brasil, Uruguay, etc.). De 1968 a 1977 fue director de la revista Selecciones de Teología y desde 1981 al 2005, responsable académico del área centro de estudios sociales y teológicos Cristianisme i Justícia de Barcelona.

## Pensamiento
El pensamiento de José Ignacio González Faus tiene tres grandes ejes: la reivindicación del "rostro humano" de Dios y el acceso a la fe desde la humanidad real de Jesús; la crítica del capitalismo y del dinero como idolatría; y los pobres como vicarios de Cristo de una Iglesia que debe ser comunidad al servicio de los pobres.
Ciertamente, Jesucristo, la humanidad y los pobres han sido una constante en la reflexión teológica de González Faus, apegada siempre a las causas evangélicas, convirtiendo así su pensamiento en una teología viva y pastoral, como la que se anhelaba en los años previos al Concilio Vaticano II.[cita requerida]
La cristología de González Faus está impregnada además de un profundo sentido de la trascendencia y de la inenarrabilidad de Dios en sí mismo, y a la vez, del inefable amor condescendiente de Dios.

## Obra
Prolífico autor, José Ignacio González Faus, además de ser colaborador habitual de diferentes medios de comunicación como La Vanguardia, Vida Nueva, Atrio o El País, entre otros, cuenta con una extensa obra que se detalla a continuación:

### Libros
- Carne de Dios. Significado salvador de la Encarnación en la teología de san Ireneo. Barcelona: Herder, 1969. (Tesis doctoral).
- La Humanidad Nueva. Ensayo de Cristología. Santander: Sal Terrae, 1975 (9.ª edición, 2000).
- Acceso a Jesús. Salamanca: Sígueme, 1979 (9.ª edición 2000).
- Clamor del Reino. Estudio sobre los milagros de Jesús. Salamanca: Sígueme, 1982 (Agotado).
- La libertad de palabra en la Iglesia y en la teología. Antología comentada. Santander: Sal Terrae, 1985.
- Proyecto de hermano. Visión creyente del hombre. Santander: Sal Terrae, 1987 (3.ª edición, 2000).
- Hombres de la comunidad. Apuntes sobre el ministerio eclesial. Santander: Sal Terrae, 1989. (2.ª edición, Caracas: 2011).
- Vicarios de Cristo. Los pobres en la teología y espiritualidad cristianas. Madrid: Trotta, 1991 (3.ª edición, Barcelona: 2006; 4.ª edición, México: 2012).
- Ningún obispo impuesto: (San Celestino, papa): las elecciones episcopales en la historia de la Iglesia. Santander: Sal Terrae, 1992.
- La autoridad de la Verdad. Momentos oscuros del magisterio eclesiástico. Barcelona, Facultad de teología, 1996. (2.ª edición, Santander: 2006).
- Fe en Dios y construcción de la historia. Madrid: Trotta, 1998.
- Al tercer día resucitó de entre los muertos. Salamanca: PPC, 2001 (2.ª edición, 2003).
- Comprender a Karol Wojtila. Santander: Sal Terrae, 2005.
- Calidad cristiana. Identidad y crisis del cristianismo. Santander: Sal Terrae, 2006.
- El rostro humano de Dios. De la revolución de Jesús a la divinidad de Jesús. Santander: Sal Terrae, 2007 (2.ª edición, 2008).
- Una vida que interpela: Etty Hillesum. Santander: Sal Terrae, 2008.
- Otro mundo es posible desde Jesús. Santander: Sal Terrae, 2009.
- Herejías del catolicismo actual. Madrid: Trotta, 2013.[8]
- Confío. Comentario al Credo cristiano. Santander: Sal Terrae, 2013.[9]
- El amor en tiempos de cólera… económica. Madrid: RD-Khaf, 2013.

### Obras recopilatorias de artículos
- La teología de cada día. Salamanca: Sígueme, 1976 (2.ª edición, 1977; agotado).
- Este es el Hombre. Estudios sobre identidad cristiana y realización humana. Santander: Sal Terrae, 1980 (3.ª edición, Madrid: Cristiandad, 1986).
- Memoria de Jesús, memoria del pueblo. Reflexiones sobre la vida de la Iglesia. Santander: Sal Terrae, 1984.
- El factor cristiano. Estella: Verbo Divino, 1994 (agotado). (Reedición en Córdoba, Argentina, 2005).
- Migajas cristianas. Salamanca: PPC, 2000 (agotado).
- Ojo avizor. Salamanca: PPC, 2004.

### Obras menores (<150 páginas)
- Jesús de Nazaret y los ricos de su tiempo. Madrid: HOAC, 1982 (agotado).
- El engaño de un capitalismo aceptable. Santander: Sal Terrae, 1983.
- Creer, sólo se puede en Dios. En Dios sólo se puede creer. Santander: Sal Terrae, 1985 (2.ª edición, 1985).
- Parábolas, cartas y ensueños del rabino Ben Shalom. Santander: Sal Terrae, 1988.
- La interpelación de las iglesias latinoamericanas a la Europa postmoderna. Madrid: SM, 1988 (agotado).
- Elogio del melocotón de secano. Córdoba: Ed. El Almendro, 1992 (agotado).

### Artículos (<40 páginas)
- Cristología elemental. A propósito de "La última tentación de Cristo" de Scorsese. Barcelona: Cristianisme i Justícia, 1988.
- Carta a un amigo agnóstico. Barcelona: ibíd., 1990.
- Pasado y futuro de la evangelización. Barcelona: ibíd., 1993.
- Sexo, verdades y discurso eclesiástico. Santander: Sal Terrae, 1994.
- Nuestros señores los pobres. Vitoria: Eset, 1996.
- Derechos humanos, deberes míos. Pensamiento débil, caridad fuerte. Santander: Sal Terrae, 1997.
- ¿Son cristianas la raíces de Europa? Santander: ibíd., 1999.
- Elogio del agnosticismo (coautor junto a A. García Santesmases). Barcelona: ITF, 1999.
- De "la tristeza de ser hombre" a "la libertad de hijos". Barcelona: Cristianisme i Justícia, 1995.
- El derecho de nacer. Crítica de la razón abortista. Ibíd., 1995.
- Servir. La lucha por la justicia en los "poemas" de Isaías. Ibíd., 2000.
- Memoria subversiva, memoria subyugante. Presentación de Jesús de Nazaret. Ibíd., 2001.
- Abjurar la modernidad. Ibíd., 2002.
- ¿Para qué la Iglesia? Ibíd., 2003.
- La difícil laicidad. Ibíd., 2004.
- Horizonte Kyoto (en colaboración con Joan Carrera). Ibíd., 2005.
- Miedo a Jesús. Ibíd., 2009.
- Símbolos de fraternidad. Ibíd., 2006.
- Nada con puntillas, fraternidad en cueros. La lucha por la justicia en una cultura nihilista. Ibíd., 2010.
- "Ya voy, Señor". Contemplativos en la relación. Ibíd., 2011.
- El naufragio de la izquierda. Ibíd., 2011.
- Unicidad de Dios, pluralidad de místicas. Ibíd., 2012.
- Una Iglesia nueva para un mundo nuevo: justicia, paz e integridad de la creación en la Constitución Gaudium et spes. Ibíd., 2013.

### Colaboraciones en obras de varios autores
- "Cristo justicia de Dios. Dios justicia nuestra". Y "La opción por el pobre como clave hermenéutica de la divinidad de Jesús". Ambos en la obra La justicia que brota de la fe. Santander: Sal Terrae, 1983.
- "Hacer teología y hacerse teología. Notas sobre el significado cultural del quehacer teológico en el Primer mundo y en América Latina". En Vida y reflexión: aportes de la teología de la liberación al pensamiento teológico actual. Lima: CEP, 1983.
- "Los pobres como lugar teológico". En El secuestro de la verdad. Santander: Sal Terrae, 1986.
- "La involución eclesial". Y "Para una reforma evangélica de la Iglesia". Ambos en la obra Iglesia, ¿de dónde vienes? ¿a dónde vas?. Barcelona: Cristianisme i Justícia, 1989.
- "Persona y comunidad". Y "Pecado". En Mysterium Liberationis: conceptos fundamentales de la teología de la liberación. Madrid: Trotta, 1990.
- "De la pobreza a los pobres. Notas sobre la trayectoria espiritual de Ignacio de Loyola". En Tradición ignaciana y solidaridad con los pobres. Santander: Sal Terrae, 1991.
- "De alternativa inmediata a fermento a largo plazo". En Cambio social y pensamiento cristiano en América Latina. Madrid: Trotta, 1993.
- "Justicia". En la enciclopedia Conceptos fundamentales del cristianismo. Ibíd., 1993.
- "Hacia una cultura del perdón. La misericordia y las bienaventuranzas como Carta Magna del creyente". En Iglesia, sociedad y reconciliación. Bilbao: Desclée De Brouwer, 1993.
- "Conflicto de valores en la disputa en torno al neoliberalismo". En El neoliberalismo en cuestión. Santander: Sal Terrae, 1993.
- "La teología de los ochenta a los noventa". En De cara al tercer milenio. Lecciones y desafíos. Ibíd., 1994.
- "Religiones de la tierra y universalidad de Cristo. Del diálogo a la diapraxis". En Universalidad de Cristo. Universalidad del pobre. Ibíd., 1995.
- "El rostro samaritano de la Iglesia". En Exclusión social y cristianismo. Madrid: Nueva Utopía, 1995.
- Hagamos redención del género humano (en colaboración con Darío Mollá). Cuadernos Eides 21. Barcelona: Cristianisme i Justícia, 1997.
- "Veinticinco años de teología de la liberación". En Fe i Teologia en la historia. Barcelona: Publicacions de l'Abadia de Montserrat, 1997.
- "Mística del éxtasis y mística de la misericordia. Proposiciones sobre la mística jesuánica". (En colaboración con A. Mª Schlutter). En Mística oriental y mística cristiana. Cuadernos FyS. Madrid: FyS/Sal Terrae, 1998.
- "La mundialización cosmovisional". En ¿Mundialización o conquista? Santander: Sal Terrae, 1999.
- "Epístola autobiográfica al editor". En Panorama de la teología española. Estella: Verbo Divino, 1999.
- "¿El Idiota o Emmanuel?. De Jesús al Dios de Jesús". En Jesús de Nazaret. Perspectivas. Salamanca: PPC, 2003.
- "¿Pobres o empobrecidos?". Y "Del otro al Otro". Ambos en Aldea Global, Justicia parcial. Barcelona: Cristianisme i Justícia, 2003.
- "La constitución idolátrica del hombre". En Idolatrías de Occidente. Ibíd., 2004.
- ¿Sin Dios o con Dios?. Razones del agnóstico, razones del creyente (en colaboración con Ignacio Sotelo). Madrid: HOAC,  2002 (3.ª ed. 2006).
- "Simone Weil. Mística y Teodicea". En Nostalgia de infinito: Hombre y religión en tiempos de ausencia de Dios: Homenaje a Juan Martín Velasco. Estella: Verbo Divino, 2005.
- "Cristianismo y fraternidad". En El grito de los excluidos: Seguimiento de Jesús y teología. Homenaje a Julio Lois Fernández. Ibíd., 2006.
- "“Non avette paura”: la tentación del miedo en la Iglesia". En “Soli Deo gloria”. Homenaje a Dolores Aleixandre, José R. García Murga y Marciano Vidal. Madrid: Universidad Pontificia Comillas, 2006.
- "La causa de la Iglesia". En Pedro Casaldáliga. Las causas que dan sentido a su vida. Retrato de una personalidad. Madrid: Nueva Utopía, 2008.
- "Carta a Gustavo Gutiérrez". En Libertad y esperanza: a Gustavo Gutiérrez por sus 80 años. Lima: CEP, 2008.
- El mal y la misericordia. Aproximación a la primera semana de los Ejercicios (en colaboración con Josep Giménez). Cuadernos Eides 52. Barcelona: Cristianisme i Justícia, 2008.
- Presencia pública de la Iglesia. ¿Fermento de fraternidad o camisa de fuerza? (en colaboración con Javier Vitoria). Ibíd., 2009.
- "Espiritualidad cristológica y lucha por la justicia". En Mística y compromiso por la justicia. Ibíd., 2011.
- "“Libertad conquistada” y “Jesucristo liberador”. Una teología sapiencial de la liberación". En Actas del I Congreso internacional teresiano. Burgos: Editorial Monte Carmelo, 2011.
- El dinero es el único dios y el capitalismo su profeta, en revista Iglesia Viva, n.º 249, 2012. También en R.L. Teología